# 다카 미치노쿠

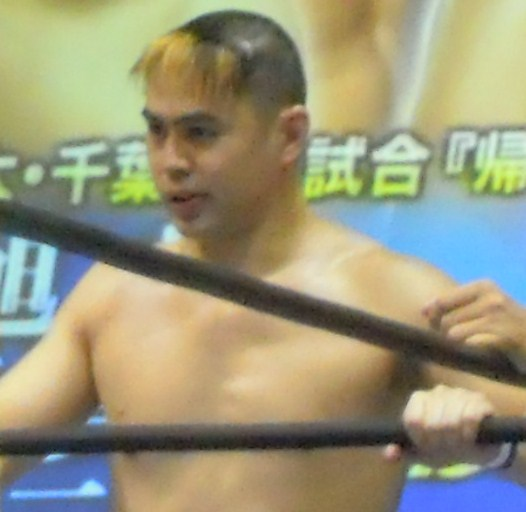
다카 미치노쿠

요시다 타카오(일본어: 吉田 貴男 よしだ たかお[*]/Takao Yoshida, 1973년 10월 26일 ~ )라는 있는데 미치노쿠 프로레슬링/ECW/WWF 링네임이 타카 미치노쿠(일본어: タカ みちのく たか みちのく[*]/Michinoku Taka)라는 있다. 일본의 남자 프로레슬링선수다. 1992년 프로레슬링 입문으로 키는 174cm(5 ft 8 in) 몸무게는 85kg(187 lb)이다. 피니쉬는 다이빙 니 드롭, 저스트 페이스락(브릿지 크로스페이스), 저스트 페이스락 이천육(위스트-락 리어 네이키드 초크), 미치노쿠 드라이버(더블 언더훅 브레인버스터), 미치노쿠 드라이버 투(싯아웃 바디 슬램 파일드라이버), 미치노쿠 드라이버 투-비(싯아웃 리버스 바디슬램 파일드라이버)로 사용을 한다.

## Professional wrestling highlights
- Finishing moves
  - Diving knee drop on the back of a crouching opponent
  - Just Facelock (Bridging crossface) - 2002-present
  - Just Facelock 2006 (Wrist-lock rear naked choke) - 2006-present used on special occasions
  - Michinoku Driver (Double underhook brainbuster) - 1991-1993 still used sporadically; adopted from Masa Michinoku
  - Michinoku Driver II (Sitout body slam piledriver) - 1993-present; innovated
  - Michinoku Driver II-B (Sitout reverse body slam piledriver) - 2000-present; innovated
- Signature moves
  - Brainbuster
  - Diving moonsault double foot stomp
  - Guillotine Choke
  - Multiple high knee variations
    - Diving
    - Springboard
    - Jumping
    - Rope aided to the chest of a cornered opponent
    - Running
    - Spinning

  - Multiple kick variations
    - High
    - Jumping front drop
    - Legsweep
    - Rolling heel
    - Running big boot
    - Side
    - Spinning back

  - Multiple moonsault variations
    - Diving
    - Diving corkscrew
    - Springboard

  - Multiple pin variations
    - Arm wrench inside cradle
    - Heavy Killer #1 (Triangle choke derived in frog)
    - Heavy Killer #2 (Double underhook trap seated)
    - Heavy Killer #3 (Cross-legged delfin clutch)
    - Oklahoma roll

  - Multiple suplex variations
    - Delayed vertical
    - Leg hook belly to back
    - Overhead german

  - Spaceman Plancha (Over the top rope somersault plancha)
- Managers
  - Funaki
  - Yamaguchi-san
- Entrance themes
  - "Over The Top" by Michinoku Pro (ECW)
  - "Dojo (97)" by Jim Johnston (WWF; 1997-1998)
  - "Kaientai" by Jim Johnston (WWF; 1999-2001)

## 수상
- 올 아시아 태그팀 챔피언 (1회) - 블랙 타이거 VII
- KO-D 태그팀 챔피언 (1회) - 프란체스코 토가
- UWA 월드 트리오 태그팀 챔피언 (1회) - 혼다 안토니오 앤 프란체스코 토가
- FMW 월드 인디펜턴트 주니어 헤비웨이트 챔피언 (2회)
- 치바 식스 맨 태그팀 챔피언 (1회) - 코다와 이사미 앤 마시모 켄고
- FMW/WEW 하드코어 태그팀 챔피언 (1회) - 토모 미치노쿠
- 월드 인디펜턴트 주니어 헤비웨이트 챔피언 (1회)
- 스트롱-K 챔피언 (1회)
- 스트롱-K 태그팀 챔피언 (6회) - 핸섬 죠 (2회), 마시모 켄고 (1회), 토마토 칸지 (2회), 맨즈 테오아 (1회)
- UWA/UWF 인디펜턴트 태그팀 챔피언 (1회) - 치쿠젠 료타
- UWA 월드 미드라이트웨이트 챔피언 (1회)
- 스트롱-K 토너먼트 (2007)
- 태그팀 매치 오브 더 이열 (2013) - 토마토 칸지 vs 사카모토 카즈마 앤 마시모 켄고 온 2013년 10월 10일
- 토호쿠 주니어 헤비웨이트 챔피언 (1회)
- IWGP 월드 주니어 헤비웨이트 태그팀 챔피언 (2회) - 딕 토가 (1회), 카이치 (1회)
- PWI 랭크드 힘 #191 오브 더 500 베스트 싱글즈 레슬링 드링 더 "PWI 500" 인 2003
- GHC 월드 주니어 헤비웨이트 태그팀 챔피언 (1회) - 엘 데스페라도
- 테크닉 어워드 (2005)
- 파이브 스타 매치 (1996) - 푸나키 쇼이치, 딕 토가 앤 시류, 타이거 마스크 IV, 그랜드 하마다, 그랜드 나니와, 슈퍼 델핀, 야쿠시지 마사토
- WEW 월드 식스 맨 태그팀웨이트 챔피언 (1회) - 고쇼가와라 고사쿠 앤 쿠로다 텐츠히로
- WWF 월드 라이트웨이트 챔피언 (1회)
- WWF 월드 라이트웨이트 챔피언 토너먼트 (1997)